# مسابقات فرمول یک فصل ۲۰۲۵
مسابقات قهرمانی جهان فرمول یک فصل ۲۰۲۵ (به انگلیسی: ‎2025 FIA Formula One World Championship‎)l یک مسابقهٔ موتوری برنامه‌ریزی‌شده میان خودروهای فرمول یک که به عنوان هفتاد و ششمین فصل از مسابقات قهرمانی جهان فرمول یک برگزار می‌شود. این مسابقات از سوی فدراسیون بین‌المللی اتومبیل‌رانی (فیا)، هیئت حاکم بر ورزش‌های موتوری بین‌المللی، به عنوان بالاترین کلاس برای رقابت میان خودروهای مسابقه‌ای چرخ‌باز قلمداد می‌شود.

## شرکت‌کنندگان
هر تیم باید حداقل دو خودرو و دو راننده وارد رقابت‌ها کند. تمام تایرها توسط پیرلی تأمین می‌شود.
| شرکت‌کنندگان                                | سازنده               | شاسی   | پیشرانه | رانندگان مسابقه | رانندگان مسابقه |
| شرکت‌کنندگان                                | سازنده               | شاسی   | پیشرانه | شماره           | راننده          |
| ------------------------------------------ | -------------------- | ------ | ------- | --------------- | --------------- |
| تیم فرمول یک بی‌دبلیوتی آلپاین              | آلپاین-رنو           | نامشخص | نامشخص  | ۱۰              | پیر گاسلی       |
| تیم فرمول یک بی‌دبلیوتی آلپاین              | آلپاین-رنو           | نامشخص | نامشخص  | ۱۱              | جک دوهان        |
| تیم فرمول یک استون مارتین آرامکو کوگنیزانت | مرسدس                | نامشخص | نامشخص  | ۱۴              | فرناندو آلونسو  |
| تیم فرمول یک استون مارتین آرامکو کوگنیزانت | مرسدس                | نامشخص | نامشخص  | ۱۸              | لانس استرول     |
| اسکودریا فراری اچ‌پی                        | فراری                | نامشخص | نامشخص  | ۱۶              | شارل لکلرک      |
| اسکودریا فراری اچ‌پی                        | فراری                | نامشخص | نامشخص  | ۴۴              | لوییس همیلتون   |
| تیم فرمول یک هاس مانی‌گرم                   | هاس-فراری            | نامشخص | نامشخص  | ۳۱              | استابان اوکون   |
| تیم فرمول یک هاس مانی‌گرم                   | هاس-فراری            | نامشخص | نامشخص  | ۸۷              | اولیور برمن     |
| تیم فرمول یک استیک کیک سائوبر              | کیک سائوبر-فراری     | نامشخص | نامشخص  | ۲۷              | نیکو هولکنبرگ   |
| تیم فرمول یک استیک کیک سائوبر              | کیک سائوبر-فراری     | نامشخص | نامشخص  | ۴۵              | گابریل بورتولتو |
| تیم فرمول یک مک‌لارن                        | مک‌لارن-مرسدس         | نامشخص | نامشخص  | ۴               | لاندو نوریس     |
| تیم فرمول یک مک‌لارن                        | مک‌لارن-مرسدس         | نامشخص | نامشخص  | ۸۱              | اسکار پیاستری   |
| تیم فرمول یک مرسدس-آام‌گ پتروناس            | مرسدس                | نامشخص | نامشخص  | ۹۹              | کیمی آنتونلی    |
| تیم فرمول یک مرسدس-آام‌گ پتروناس            | مرسدس                | نامشخص | نامشخص  | ۶۳              | جورج راسل       |
| ویزا کش‌اپ آربی                             | آربی-هوندا آربی‌پی‌تی  | نامشخص | نامشخص  | ۴۶              | ایساک هاجاری    |
| ویزا کش‌اپ آربی                             | آربی-هوندا آربی‌پی‌تی  | نامشخص | نامشخص  | ۲۲              | یوکی سونودا     |
| اورکل ردبول ریسینگ                         | ردبول-هوندا آربی‌پی‌تی | نامشخص | نامشخص  | ۱               | ماکس فرستاپن    |
| اورکل ردبول ریسینگ                         | ردبول-هوندا آربی‌پی‌تی | نامشخص | نامشخص  | ۱۱              | لیام لاوسون     |
| ویلیامز ریسینگ                             | ویلیامز-مرسدس        | نامشخص | نامشخص  | ۵۵              | کارلوس ساینز    |
| ویلیامز ریسینگ                             | ویلیامز-مرسدس        | نامشخص | نامشخص  | ۲۳              | الکساندر آلبون  |
| منبع:                                      |                      |        |         |                 |                 |

## تقویم

کشورهایی که به عنوان میزبان یک جایزه بزرگ در فصل ۲۰۲۵ انتخاب شده‌اند، با رنگ سبز، و موقعیت پیست‌های مسابقه با نقطهٔ سیاه مشخص شده‌است. کشورهای میزبان سابق نیز با رنگ خاکستری تیره، و موقعیت پیست‌های مسابقهٔ سابق با نقطهٔ سفید مشخص شده‌است.

در تقویم فصل ۲۰۲۵ مسابقات فرمول یک مشابه فصل ۲۰۲۴ از بیست و چهار جایزه بزرگ برگزار خواهد شد. مسابقات گرندپری چین، میامی، بلژیک، ایالات متحده، سائوپائولو و قطر دارای فرمت اسپرینت خواهند بود.

### تغییر تقویم
جایزه بزرگ استرالیا قرار است برای اولین بار از سال ۲۰۱۹ میزبان مسابقه افتتاحیه فصل ۲۰۲۵ باشد. جایزه بزرگ استرالیا به ترتیب پس از جایزه بزرگ‌های بحرین و عربستان سعودی سومین مسابقه در سه فصل گذشته بود، این دو جایزه بزرگ در سال ۲۰۲۵ به عقب برده شد تا از برگزاری در ماه رمضان جلوگیری شود.

جایزه بزرگ روسیه برای حضور در تقویم فصل ۲۰۲۵ تحت قرارداد بود. با این حال، این قرارداد در سال ۲۰۲۲ در پاسخ به حمله روسیه به اوکراین فسخ شد.

## تغییرات فنی
حداقل وزن مجاز راننده از ۸۰ کیلوگرم (۱۷۶٫۴ پوند) به ۸۲ کیلوگرم (۱۸۰٫۸ پوند) افزایش یافته است. در نتیجه، حداقل وزن کلی خودرو بدون سوخت نیز از ۷۹۸ کیلوگرم (۱٬۷۵۹ پوند) به ۸۰۰ کیلوگرم (۱٬۷۶۴ پوند) افزایش میابد.

## خلاصه مسابقات فصل
| راند  | جایزه بزرگ                | Pole position   | Fastest lap     | راننده برنده    | سازنده برنده    | Report |
| ----- | ------------------------- | --------------- | --------------- | --------------- | --------------- | ------ |
| ۱     | جایزه بزرگ استرالیا       | لاندو نوریس     | لاندو نوریس     | لاندو نوریس     | مک‌لارن-مرسدس    | گزارش  |
| ۲     | جایزه بزرگ چین            | 🇦🇺اسکار پیاستری | 🇬🇧لوییس همیلتون | 🇦🇺اسکار پیاستری | 🇬🇧مک‌لارن- مرسدس | گزارش  |
| ۳     | جایزه بزرگ ژاپن           | 🇳🇱ماکس فرستپن   |                 | 🇳🇱ماکس فرستپن   | 🇦🇹رد بول ریسینگ | گزارش  |
| ۴     | جایزه بزرگ بحرین          | 🇦🇺اسکار پیاستری | 🇦🇺اسکار پیاستری | 🇦🇺اسکار پیاستری | 🇬🇧مک‌لارن-مرسدس  | گزارش  |
| ۵     | جایزه بزرگ عربستان سعودی  |                 |                 |                 |                 | گزارش  |
| ۶     | جایزه بزرگ میامی          |                 |                 |                 |                 | گزارش  |
| ۷     | جایزه بزرگ امیلیا رومانیا |                 |                 |                 |                 | گزارش  |
| ۸     | جایزه بزرگ موناکو         |                 |                 |                 |                 | گزارش  |
| ۹     | جایزه بزرگ اسپانیا        |                 |                 |                 |                 | گزارش  |
| ۱۰    | جایزه بزرگ کانادا         |                 |                 |                 |                 | گزارش  |
| ۱۱    | جایزه بزرگ اتریش          |                 |                 |                 |                 | گزارش  |
| ۱۲    | جایزه بزرگ بریتانیا       |                 |                 |                 |                 | گزارش  |
| ۱۳    | جایزه بزرگ بلژیک          |                 |                 |                 |                 | گزارش  |
| ۱۴    | جایزه بزرگ مجارستان       |                 |                 |                 |                 | گزارش  |
| ۱۵    | جایزه بزرگ هلند           |                 |                 |                 |                 | گزارش  |
| ۱۶    | جایزه بزرگ ایتالیا        |                 |                 |                 |                 | گزارش  |
| ۱۷    | جایزه بزرگ آذربایجان      |                 |                 |                 |                 | گزارش  |
| ۱۸    | جایزه بزرگ سنگاپور        |                 |                 |                 |                 | گزارش  |
| ۱۹    | جایزه بزرگ ایالات متحده   |                 |                 |                 |                 | گزارش  |
| ۲۰    | جایزه بزرگ مکزیک          |                 |                 |                 |                 | گزارش  |
| ۲۱    | جایزه بزرگ برزیل          |                 |                 |                 |                 | گزارش  |
| ۲۲    | جایزه بزرگ لاس وگاس       |                 |                 |                 |                 | گزارش  |
| ۲۳    | جایزه بزرگ قطر            |                 |                 |                 |                 | گزارش  |
| ۲۴    | جایزه بزرگ ابوظبی         |                 |                 |                 |                 | گزارش  |
| منبع: |                           |                 |                 |                 |                 |        |